# Minerva (cantante)
Minerva Pérez Garrido (n. Barcelona, 23 de agosto de 1976) más conocida artísticamente como Minerva o KU Minerva, es una cantante española de dance y eurodance en español.

## Trayectoria artística
En 1995, lanzó sus dos temas más conocidos Llorando por ti y No seas malo. Estos dos temas formaron parte de su primer álbum titulado Promesas. Entre 1995 y 1998, sacó varias canciones al mercado: Me he enamorado, ¿Quién?, Déjame soñar, etc. En 1999 viajó a México para darse a conocer en Hispanoamérica. En 2006 editó una nueva versión de su éxito más conocido Llorando por ti.

## Discografía

### Álbumes
- Promesas (1995).
- Déjame soñar (1997).
- Ábreme las puertas (1998).
- Perdiendo el control (2000, versión México).
- Fuera de control (2000, versión España).

### Sencillos
- Llorando por ti (1995).
- Llorando por ti (versión balada).
- No seas malo (1995).
- No seas malo (versión años 1970).
- Me he enamorado.
- ¿Quién?
- Déjame soñar.
- Ábreme las puertas.
- Hoy sin ti.
- No quiero que siga.
- Basta ya.
- Juntos.
- Bella mujer (Ojos de miel).
- Estoy llorando por ti (remezcla 2006).
- Sin mirar atrás (Versión 2016)
- Sin mirar atrás (Versión 2019)
- Estoy llorando por ti con Sofic (2021)
- Sirena con iMarchiati (2021)